# Proprioseiopsis jasmini
Proprioseiopsis jasmini är en spindeldjursart som först beskrevs av E.M. El-Banhawy 1984.  Proprioseiopsis jasmini ingår i släktet Proprioseiopsis och familjen Phytoseiidae. Inga underarter finns listade i Catalogue of Life.